# Ptychohyla legleri
Ptychohyla legleri is een kikker uit de familie boomkikkers (Hylidae). De soort werd voor het eerst wetenschappelijk beschreven door Taylor in 1958. Oorspronkelijk werd de wetenschappelijke naam Hyla legleri gebruikt. De soortaanduiding legleri is een eerbetoon aan John Marshall Legler.

## Verspreiding en habitat
De kikker komt voor in delen van Midden-Amerika en leeft in de landen Costa Rica en Panama.
Ptychohyla legleri leeft in de regenwouden van de Pacifische zijde van de Cordillera de Talamanca op hoogtes van 880 tot 1520 meter.

## Bedreigingen
De soort wordt bedreigd door verlies van leefgebied, waarbij ook de schimmelziekte chytridiomycose een potentiële bedreiging vormt. P. legleri komt nog redelijk algemeen voor in een geschikt leefgebied, zoals bij Las Nubles bij Quepos, bij Alfombra en Tinamaste bij San Isidro de El General, bij Las Cruces in Coto Brus, in Internationaal park La Amistad en bij Santa Clara in de Panamese provincie Chiriquí.